# Fe'ao Vunipola
Pour les articles homonymes, voir Vunipola.
Pas d'image ? Cliquez ici

a Compétitions nationales et continentales officielles uniquement.

b Matchs officiels uniquement.
Dernière mise à jour le 15 juillet 2022.
Fe'ao Vunipola, né le 6 janvier 1969 aux Tonga, est un joueur de rugby à XV international tongien. Il évolue entre 1988 et 2001 au poste de talonneur (1,78 m pour 106 kg).

## Biographie
Fe'ao Vunipola est né aux Tonga, et il est éduqué à la Tonga High School de Nukuʻalofa. Il joue au rugby avec l'équipe de son établissement, puis rejoint le club amateur du Toa-ko-Ma'afu RFC, jouant dans le championnat national.
Il est le fils de Sione Vunipola, qui a également été international tongien de rugby à XV. Il est aussi le frère du demi d'ouverture international tongien Elisi Vunipola et du demi de mêlée Manu Vunipola, lui aussi international tongien. De plus, il est le père des internationaux anglais Mako et Billy Vunipola, ainsi que l'oncle du fils d'Elisi, Manu Vunipola.
Fe'ao Vunipola a eu sa première cape internationale avec les Tonga le 2 juillet 1988 à l'occasion d'un match contre l'équipe des Fidji à Nukuʻalofa.
En 1995, il est sélectionné pour disputer la Coupe du monde en Afrique du Sud. Il joue trois matchs lors de la compétition, affrontant alors la France, l'Écosse et la Côte d'Ivoire,.
Après la compétition, il rejoint la Nouvelle-Zélande, et joue pendant quelque temps avec la province de Wellington en NPC,.
Il lance sa carrière professionnelle en 1998 lorsqu'il rejoint le club gallois de Pontypool, évoluant en Welsh Premiership. Il est immédiatement rejoint par sa famille, dont ses deux fils Mako et Billy.
Dans la foulée de sa première saison au pays de Galles, il dispute le mondial 1999 en Angleterre. Il dispute les rencontres face à la Nouvelle-Zélande et l'Angleterre,.
Il quitte ensuite Pontypool après une seule saison pour rejoindre les voisins de Pontypridd au sein du même championnat. Il joue entre 1999 et 2001 avec ce club, et dispute 44 matchs.
Vunipola connaît la dernière de ses 34 sélections le 2 juin 2001 contre l'équipe des Samoa à Apia. 
Après Pontypridd, il joue avec club de Caerphilly entre 2001 et 2003, évoluant aux côtés de son frère Elisi. Avec cette équipe, il est finaliste du Bouclier européen en 2003. Il fait ensuite un passage d'une saison au Coventry RFC en National League One (troisième division anglaise), avant de mettre un terme à sa carrière à l'âge de 35 ans,.
Après l'arrêt de sa carrière de joueur, il occupe divers postes d'entraîneurs dans les divisions inférieures anglaises, ainsi qu'avec la sélection tongienne des moins de 20 ans,.
En décembre 2015, il devient président de la fédération tongienne de rugby par intérim, après la démission d'Epi Taione, qui était en fonction depuis 2011. Il occupe ce rôle pendant cinq ans, jusqu'en janvier 2021.

## Palmarès
- Finaliste du Bouclier européen en 2003 avec Caerphilly.

## Statistiques
- 34 sélections avec les Tonga entre 1988 et 2001[1].
- 5 capitanats[19].
- 15 points (3 essais).
- Sélections par année : 1 en 1988, 3 en 1991, 1 en 1992 3 en 1994, 7 en 1995, 3 en 1996, 3 en 1997, 2 en 1998, 7 en 1999, 3 en 2000 et 1 en 2001.

- Participation à la Coupe du monde en 1995 (3 match) et 1999 (2 matchs)[4].